# Manduca calapagensis
Manduca calapagensis is een vlinder uit de familie van de pijlstaarten (Sphingidae). De wetenschappelijke naam van de soort is voor het eerst geldig gepubliceerd in 1889 door William Jacob Holland.